# عدلان بن سلامة
عدلان بن سلامة عدلان (1985 - ) عسكري جزائري برتبة رائد. شغل منصب مدير التشريفات للفريق الراحل أحمد قايد صالح رئيس أركان الجيش الوطني الشعبي الجزائري منذ 2015. تقول مصادر أنه كان يخط رسائل قائد الأركان ويتابع تفاصيلها قبل إذاعتها في الخرجات التي كان يقوم بها الفريق إلى النواحي العسكرية الستة  والتي كانت دائما ما تقف تضامنا مع الشعب الجزائري في ما عرف بـالحراك الشعبي الذي عرفه الشارع الجزائري في الأشهر الأولى من سنة 2019 وكان مطلبه الأول الإطاحة بالرئيس السابق عبد العزيز بوتفليقة وحاشيته دون أن تسيل قطرة دم واحدة تحت شعار «سلمية وجيش شعب خاوة خاوة».عرفه الكثير من الجزائريين من خلال الزيارات الميدانية للفريق الراحل إلى النواحي العسكرية وفي الاجتماعات الرسمية فكان هذا الرائد الشاب ظله الذي لا يفارقه ويصفه البعض بأنه الابن المدلل للفريق الراحل وكانت صورته الأخيرة بقصر الشعب في توديع الفريق الراحل أحمد قايد صالح يوم 23 ديسمبر 2019 وكان يذرف الدموع حزنا على وفاة قائده

## الحياة الشخصية
ولد في مدينة شيحاني بالذرعان ولاية الطارف وهو متزوج وأب لطفلة. وهوا ابن العقيد محمد نجيب بن سلامة مدير المدرسة العليا للدفاع الجوي عن الاقليم.

## حياته العلمية
تخرج من مدرسة الدفاع الجوي عن الإقليم بالرغاية بالجزائر العاصمة سنة 2004 برتبة ملازم بعدها قام بتربص مع حلف الناتو لمدة 6 أشهر كاملة. يتقن أربع لغات رسمية وهو الأول على دفعته 

## حياته المهنية
بعد تخرجه سنة 2004 تحول مباشرة إلى مركز الشريعة للرادارات الجوية والاتصالات كضابط في اختصاصه. و في سنة 2006 قام بتربص مع الولايات المتحدة حيث عمل كمدرس بالمدرسة العسكرية هناك وبعد رجوعه للجزائر عمل كمدرس بمدارس أشبال الأمة عبر كافة التراب الوطني. ثم إنتقل إلى مجال الدبلوماسية والبروتوكولات حيث اشتغل كمدير لتشريفات اللواء علي بكوش رئيس أركان قوات الدفاع الجوي عن الإقليم ثم بعدها مدير للتشريفات للواء صواب قائد الناحية الثانية. شارك في عدة عمليات حربية وقتالية.